# Ректорский проезд
Ре́кторский прое́зд — улица в городе Петергофе Петродворцового района Санкт-Петербурга. Проходит от Ботанической улицы до Университетского проспекта.
Назван 23 ноября 1970 года, поскольку, как сказано в решении, «в квартале запроектировано здание ректората» Ленинградского университета (СПбГУ). Однако строительство этого здания осуществлено не было.
Фактически Ректорский проезд существует с конца 1970-х годов. Он проходит по трассе Пригородной улицы, участок которой от Балтийской железной дороги до Ботанической улицы был упразднен тогда же, в конце 1970-х годов.
В обозримом будущем Ректорский проезд планируется продлить до Балтийской железной дороги, одновременно изменив направление нумерации на противоположное).

## Здания и сооружения
- Институт химии Санкт-Петербургского государственного университета — Университетский проспект, д. 26 (в квартале между проспектом, Солнечной улицей, Ректорским проездом и продолжением Новожиловского проезда)
- Математико-механический факультет Санкт-Петербургского государственного университета — Университетский проспект, д. 28 (в квартале между проспектом, Ульяновской улицей, Ректорским проездом и Новожиловским проездом)

## Перекрёстки
- Ботаническая улица
- Новожиловский проезд
- Университетский проспект